# Маріно Морозіні

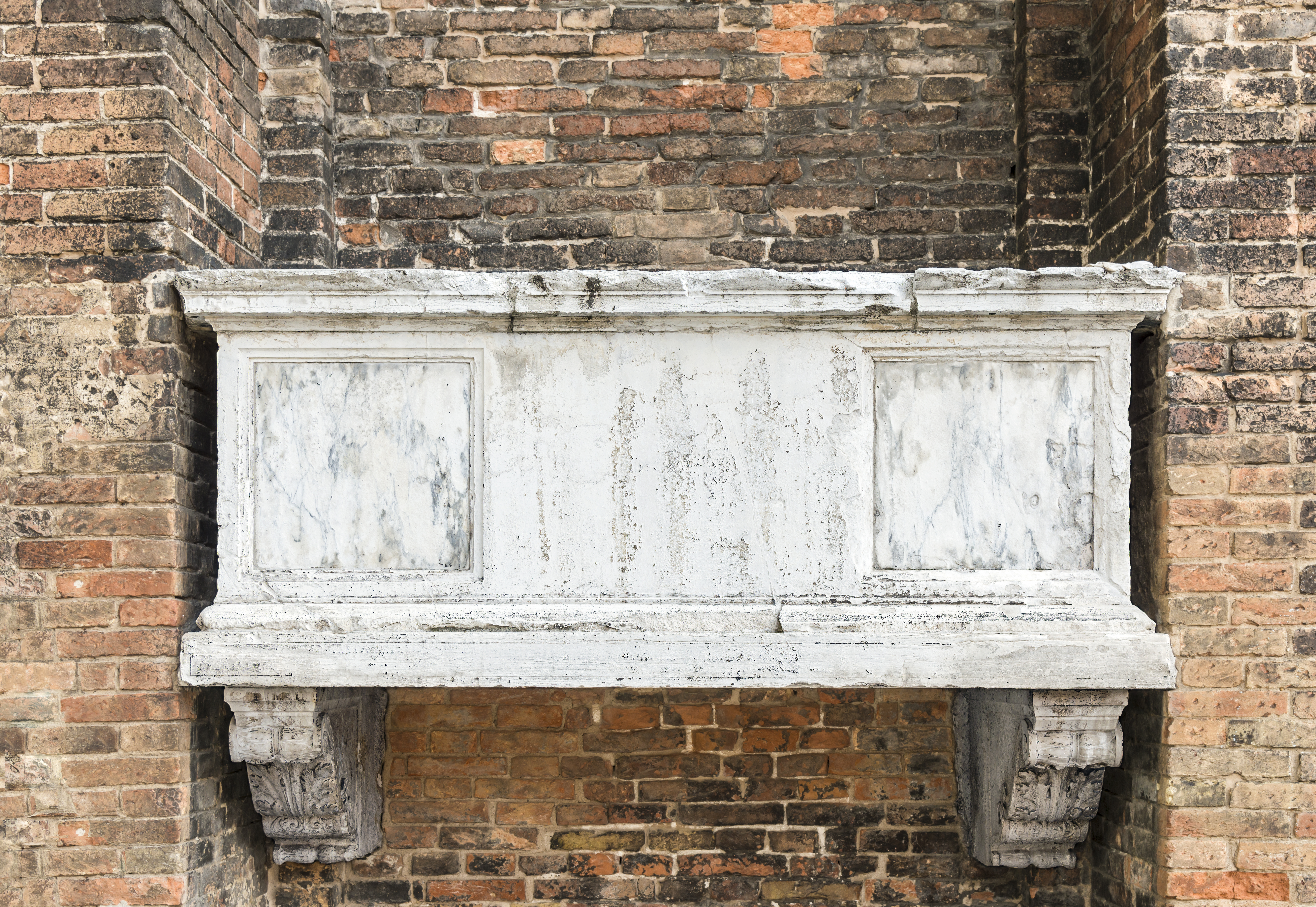
Його могила.

Маріно Морозіні (італ. Marino Morosini) — 44-й венеційський дож. Представник аристократичного роду Морозіні, гілки делла Тресса.

## Біографія
Про його батьків відсутні будь-які відомості. Про діяльність Морозіні до отримання посади дожа практично відсутні відомості. Припускають, що виконував дипломатичні доручення, також ймовірно подестою в одну з міст Ломбардії. Брав участь у битвах Другої Ломбардської ліги проти імператора Фрідріха II. 1245 року разом з Реньєро Дзено та Джованні да Канал потрапив у полон до савойського графа Амадея IV, який їх звільнив за визнання Фрідріха II імператором. В наступні роки Маріно Морозіні був прокуратором базиліки Святого Марка. 1247 року разом з Реньєро Дзено та Джованні да Каналом приймав присягу мешканців Зари на вірність Венеції.
13 червня 1249 року простою більшою голосів (21 з 41) Ради сорока обирається новим дожем. Його коротке та мирне правління на посаді дожа ознаменувалося миром та проникливою торгівельною політикою, що спиралася на підписання численних торгівельних угод. 
Також було вжито численні заходи проти поширення злочинності: створено нову магістратуру – «Володарів ночі» — двох поліцейських комісарів з повноваженнями запобігати та розслідувати злочини, придушувати змови та карати змовників. Дії здійснювали через відповідний апарат помічників.
Продовжив політики стосовно хрестоносців, не приєднавшись до хрестового походу під орудою французького короля Людовика IX, король Франції, оскільки це б поставило під загрозу торгівельну угоду із Єгиптом. 
Морозіні наприкінці свого урядування зробив поступку папі римському Інокентію IV, погодившись на створення суду інквізиції у Венеції, але зберіг за собою право призначати суддів. Але стосунки з папою були напруженими через небажання дожа долучатися до хрестоносців.
Після його смерті 1 січня 1253 року Маріно Морозіні було поховано в атріумі базиліки Святого Марка. Сьогодні його урна розташована з боків порталу базиліки, ліворуч під готичними арками.